# Ендовский (Алексеевский район)
Ендо́вский — хутор в Алексеевском районе Волгоградской области России. Входит в Самолшинское сельское поселение.
Население — 0,01 тыс. человек.
Хутор расположен в 17 км северо-западнее станицы Алексеевской (по дороге — 20 км), 5 км западнее хутора Самолшинский (по дороге — 6 км) на правом берегу реки Хопёр.
Дорога не асфальтированная, хутор не газифицирован.
Хутор расположен на территории охотзаказника «Усть-Бузулукский». Условия для рыбалки, сбора грибов.

## История
По состоянию на 1918 год хутор входил в Тишанский юрт Хопёрского округа Области Войска Донского.